# Таланово
Таланово — деревня в Гусь-Хрустальном районе Владимирской области России, входит в состав Купреевского сельского поселения.

## География
Деревня расположена на правом берегу реки Колпь в 8 км на юг от центра поселения Купреево, в 59 км на юго-восток от райцентра Гусь-Хрустального, в 38 км на юг от ж/д станции Заколпье на линии Москва—Муром.

## История
В 1859 году в деревне имелось 43 двора, в конце XIX века имелась школа грамоты, в которой в 1896 году было 16 учащихся.
В XIX и первой четверти XX века деревня входила в состав Лавсинской волости Меленковского уезда.
С 1929 года деревня входила в состав Колпского сельсовета Меленковского района, с 1935 года — в составе Курловского района, с 1963 года — в составе Гусь-Хрустального района.

## Население
| 1859 | 1897 | 1926 |
| ---- | ---- | ---- |
| 361  | 666  | 996  |

| 1859 | 1897 | 1905 | 1926 | 2002 | 2010 | 2021 |
| ---- | ---- | ---- | ---- | ---- | ---- | ---- |
| 361  | ↗666 | ↗690 | ↗996 | ↘565 | ↘443 | ↘343 |

## Экономика

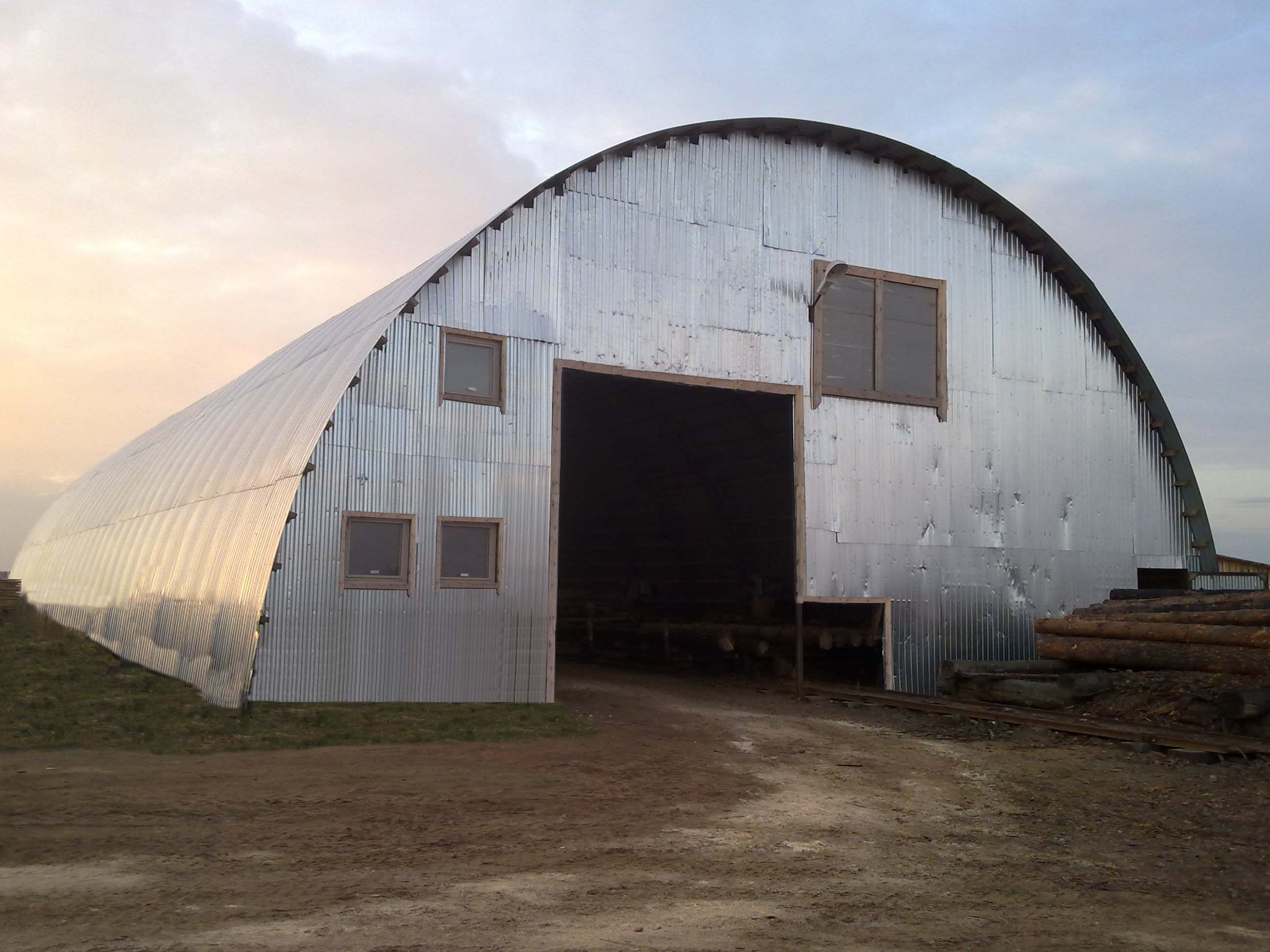
Деревообрабатывающий цех, где смонтированы лесопильная рама и многопильный станок.

В деревне находится семейное предприятие ИП Оськин И.И. с лесопильным цехом,так же изготавливаются срубы  домов из бревна ручной рубки. Благодаря собственному производству и высокоточным технологиям обработки древесины изготавливаемые комплекты деревянных домов состоят из тщательно подобранных друг к другу деталей, что  максимально облегчает их последующую сборку.